# 17 Again
17 again er en amerikansk film med Matthew Perry og Zac Efron i hovedrollen. 

## Handling
Mike O'Donnell er en midaldrende mand, der brokker sig hele tiden over hans største fejltagelse: At gøre sin kæreste gravid og gifte sig med hende. Han var engang anfører for basketball holdet, og når han brokker sig, føler hun der er hendes skyld. Ham og Scarlett har børnene Alex og Maggie. De bryder sig ikke særlig meget om ham, så Mike bor hos sin bedste ven Ned Gold.
Men da han en dag besøger sin gamle skole, og minder ryger tilbage, møder han pedellen. Han fortæller pedellen at alt var nemmere dengang han var 17 og ønsker sig at blive 17 igen. Men da han kører hjem fra et møde med Scarlett ser han pedellen på broen og forsvinder. Mike løber ud til broen og falder i. Da han kommer hjem til Ned Gold, opdager han alt har ændret sig. Da han kommer på hans børns skole, opdager han hvor meget han ikke ved om dem og beslutter sig at hjælpe dem, med deres problemer. Det er hans store chance, som umuligt kan gå galt.

## Personer
- Matthew Perry – Mike O'Donnell (som 37 årig)
- Zac Efron – Mike O'Donnell (som 17 årig)
- Leslie Mann – Scarlett O'Donnell
- Sterling Knight – Alex O'Donnell
- Michelle Trachtenberg – Maggie O'Donnell
- Thomas Lennon – Ned Gold

## Eksterne Henvisninger
- 17 Again på Internet Movie Database (engelsk)
- 17 Again på Filmdatabasen
- 17 Again på Scope
- 17 Again i Svensk Filmdatabas (svensk)
- 17 Again på AlloCiné (fransk)
- 17 Again på MovieMeter (nederlandsk)
- 17 Again på AllMovie (engelsk)
- 17 Again hos American Film Institute (engelsk)
- 17 Again på Turner Classic Movies (engelsk)
- 17 Again på The Movie Database (engelsk)